# Hegobus
Hegobus est le nom de l'ancien réseau de transports en commun de la Communauté d'agglomération du Pays Basque - Pôle Sud Pays Basque desservant les communes Ahetze, Ainhoa, Arbonne, Ascain, Biriatou, Ciboure, Guéthary, Hendaye, Saint-Jean-de-Luz, Saint-Pée-sur-Nivelle, Sare et Urrugne.
Depuis le 4 Juillet 2022 tous les réseaux de transport du Pays Basque portent le nom de Txik Txak.

## Histoire

### Avant la création de l'agglomération
Entre 1906 et 1937, Hendaye était desservie par une ligne de tramway faisant partie du VFDM réseau basque, tandis qu'entre 1924-1925 et 1935, une ligne du même réseau reliait Biarritz, Saint-Jean-de-Luz et Hendaye.
En 1936, la société des « Cars rouges » met en vente sa ligne entre Saint-Jean-de-Luz et Sare, qui est rachetée par l'un de ses conducteurs, Pascal Arcondéguy, qui fondera pour l'occasion la société Le Basque Bondissant qui en est toujours l'exploitant. Entre 1924 et 1936, une ligne du VFDM a aussi existé entre ces deux villes.
Le 21 février 2007, la ville d'Hendaye se dote d'un réseau de transport en commun, Uribil, composé alors de trois lignes ne fonctionnant sans réservation que l'après-midi, les mercredis et samedis matin et les 14 juillet et 15 août au matin :
- Ligne 1 : Denentzat ↔ Mairie ;
- Ligne 2 : Mairie ↔ Atabala ↔ Deux Jumeaux ;
- Ligne 3 : Deux Jumeaux ↔ Sokoburu ↔ Mairie.

Le 6 juillet 2009, le réseau Uribil est restructuré et est remplacé par les lignes bleue et verte en service depuis lors, et circulant de façon régulière toute la journée.
À l'origine le réseau Itzulia était un réseau uniquement à la demande sauf les mardis et vendredis matin et le mercredi après-midi, exploité par l'ATCRB. Il était alors géré par le Syndical intercommunal de la baie de Saint-Jean-de-Luz et Ciboure et composé de quatre circuits réguliers plus un cinquième le mercredi après midi, les services sur réservation s'effectuant sans itinéraire prédéfini :
- Ligne 1 : Jalday ↔ Cimetière Saint-Joseph ↔ Halte routière ;
- Ligne 2 : Jalday ↔ Fronton Etchebaster ↔ Halte routière ;
- Ligne 3 : (Circulaire) Halte routière via les mairies de Saint-Jean-de-Luz et Ciboure ;
- Ligne 4 : (Circulaire) Halte routière via le pont de l'Untxin et les mairies de Saint-Jean-de-Luz et Ciboure ;
- Ligne Piscine : Complexe Chantaco ↔ Halte routière.

Le 1er juillet 2010, le réseau devient régulier et est composé de deux lignes et change d'exploitant, Citram Pyrénées (Veolia Transport devenu Transdev) devenant le nouveau délégataire ; à la même date une ligne estivale, la 3, est créée.
En 2012, une ligne express estivale reprenant une partie de la ligne estivale 3 du réseau Itzulia est créée sous le nom « 3 Express », reprenant le tronçon le plus chargé de la ligne.

### Création de l'agglomération
L'agglomération Sud Pays basque a été créée le 28 décembre 2012 par transformation de la communauté de communes existante, et est devenue de facto autorité organisatrice de la mobilité, compétence obligatoire pour une communauté d'agglomération.
L'agglomération a par conséquent repris la gestion des réseaux suivants, cités avec leurs anciennes autorités organisatrices respectives :
- Itzulia (« Le tour » en basque), réseau desservant Ciboure et Saint-Jean-de-Luz, repris au Syndical intercommunal de la baie de Saint-Jean-de-Luz et Ciboure ;
- Uribil (« Petit tour au bord de l’eau » en basque), réseau desservant Hendaye, repris à la ville.

Depuis 2013, le réseau Uribil dessert la commune de Biriatou via un prolongement de la ligne verte, rendu possible par la reprise en main du réseau par l'agglomération, tandis que la ligne rouge avait quant à elle été remplacée par la ligne orange ou navette des plages, avec un itinéraire quelque peu différent.
Le 1er juillet 2013, l'agglomération reprend à son tour la gestion de la ligne Saint-Jean-de-Luz - Sare, la ligne historique de la société Le Basque Bondissant et ancienne ligne 868 du réseau Transports 64 jusqu'en 2012,.
Exploitée pour la première fois à l'été 2013, la ligne Erlaitza (« La corniche » en basque) est lancée de façon régulière le 14 avril 2014 et à la rentrée scolaire de septembre 2014, l'agglomération a repris l'ensemble des lignes scolaires,,.
À compter du 1er juin 2015, le groupe Transdev à travers la filiale Transdev Urbain Pays Basque reprend l'exploitation d'Uribil à Hendaye, au lieu de Transdev ATCRB.

### Création de Hegobus en 2016
Le 1er septembre 2016, est mis en place le nouveau réseau de l'agglomération Sud Pays Basque: Hegobus.
Exploité par Transdev Urbain Pays basque pour une durée de 8 ans. Il est composé de dix lignes régulières, complétées par des lignes scolaires et du transport à la demande. L'ensemble du réseau est payant, au contraire de l'ancien réseau Uribil qui est gratuit et dont le manque à gagner était assuré par la mairie d'Hendaye à hauteur de 350 000 euros par an.
Au 1er janvier 2017 la Communauté d'agglomération du Pays Basque reprend la suite de l'agglomération Sud Pays basque.

### Avantages de l'unification
Grâce à l’unification du réseau, début octobre, Hegobus enregistre 16 % de nouveaux clients, 47 % des clients pensent que cela représente un réel progrès, 51 % des clients se déplacent plus facilement qu'avant, 77 % des clients satisfaits, 87 % des clients satisfaits de la ponctualité des bus, 95 % des clients trouvent les conducteurs aimables et accueillants, 84 % des clients utilisant l'application MyBus apprécient l'application.

### Unification du réseau de l'agglomération Pays basque
Le 2 Septembre 2019, Hegobus, Chronoplus et Transports 64 sont réunis par la communauté d'agglomération Pays basque pour former une marque-ombrelle: Txik Txak. Le réseau Hegobus prendra les numéros de lignes impairs et Chronoplus les pairs.
Chaque société à ses tarifs, son matériel roulant et ils gèrent leurs propres lignes. Transport 64 devient alors Car express qui gère plusieurs lignes interurbaines du Pays Basque. Chronoplus gère le nord Pays Basque et Hegobus le sud Pays Basque.
Le 4 juillet 2022, pour une meilleure cohérence et unifier la gamme tarifaire l'agglomération Pays Basque réuni l’ensemble du réseau sous la marque unique: Txik-Txak. Hegobus laisse place progressivement place à Txik-Txak avec une nouvelle identité visuelle, formule d'abonnement et site internet unique. Les lignes sont identiques avec les mêmes horaires.

## Identité visuelle (Logo)

Logo du réseau Itzulia.
Logo du réseau Uribil.
Logo en 2016
Logo du réseau Hegobus.
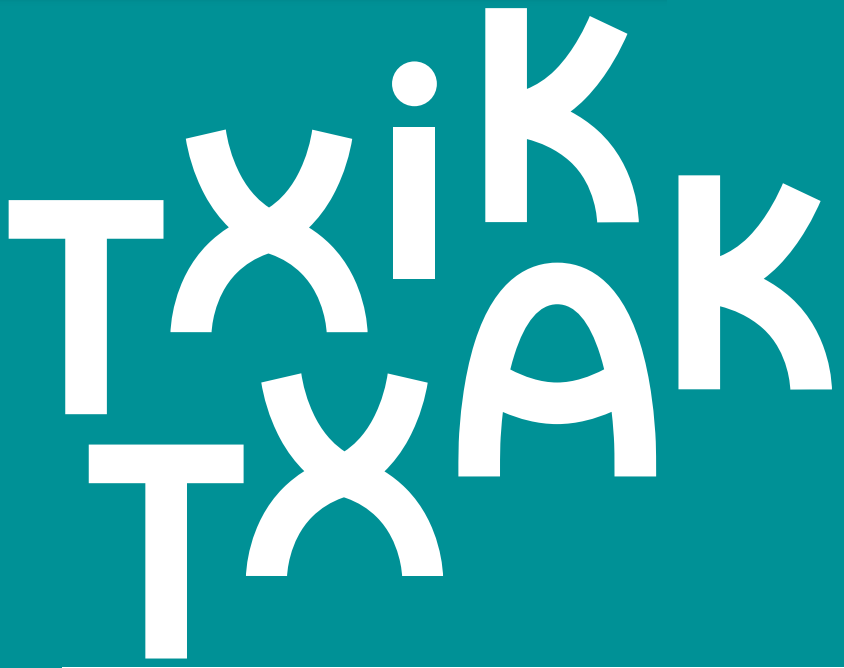
Logo Txik Txak 2022

## Le réseau Pays Basque Sud

### Lignes du réseau
| Ligne | Caractéristiques | Caractéristiques                                                                               | Caractéristiques                                                                               | Caractéristiques                                                                               | Caractéristiques                                                                               | Caractéristiques                                                                               | Caractéristiques                                                                               | Caractéristiques                                                                               | Caractéristiques                                                                               |
| 31    | Hendaye — EHPAD ⥋ Irun — Plaza San Juan | Hendaye — EHPAD ⥋ Irun — Plaza San Juan                                                        | Hendaye — EHPAD ⥋ Irun — Plaza San Juan                                                        | Hendaye — EHPAD ⥋ Irun — Plaza San Juan                                                        | Hendaye — EHPAD ⥋ Irun — Plaza San Juan                                                        | Hendaye — EHPAD ⥋ Irun — Plaza San Juan                                                        | Hendaye — EHPAD ⥋ Irun — Plaza San Juan                                                        | Hendaye — EHPAD ⥋ Irun — Plaza San Juan                                                        | Hendaye — EHPAD ⥋ Irun — Plaza San Juan                                                        |
| ----- | --- | ---------------------------------------------------------------------------------------------- | ---------------------------------------------------------------------------------------------- | ---------------------------------------------------------------------------------------------- | ---------------------------------------------------------------------------------------------- | ---------------------------------------------------------------------------------------------- | ---------------------------------------------------------------------------------------------- | ---------------------------------------------------------------------------------------------- | ---------------------------------------------------------------------------------------------- |
| 31    | Ouverture / Fermeture 1er septembre 2016 / — | Longueur —                                                                                     | Durée 26 min                                                                                   | Nb. d’arrêts 15                                                                                | Matériel Txik Txak                                                                             | Jours de fonctionnement L, Ma, Me, J, V, S, D                                                  | Jour / Soir / Nuit / Fêtes O / N / N / O                                                       | Voy. / an —                                                                                    | Exploitant Transdev Urbain Pays Basque                                                         |
| 31    | Desserte : - Villes et lieux desservis : Irun (Plaza San Juan, Nafarroa 18, Ficoba, Hendaye (Gare Centre d’Hendaye, Casa Esperenza, Ville, Belcenia, Cèdres, Tulipiers, Chèvrefeuilles, Eglise Sainte Anne, Les 2 Jumeaux, Galbarreta, Abadia, EHPAD - Gares desservies : Gare de Hendaye |                                                                                                |                                                                                                |                                                                                                |                                                                                                |                                                                                                |                                                                                                |                                                                                                |                                                                                                |
| 31    | Autre : - Amplitudes horaires : La ligne fonctionne du lundi au dimanche. - Date de dernière mise à jour : 15 janvier 2023. |                                                                                                |                                                                                                |                                                                                                |                                                                                                |                                                                                                |                                                                                                |                                                                                                |                                                                                                |
| 31    | Dernière actualisation : — |                                                                                                |                                                                                                |                                                                                                |                                                                                                |                                                                                                |                                                                                                |                                                                                                |                                                                                                |
| 33    | Hendaye — Grande Plage / Zokoburu ⥋ Irun — Behobia | Hendaye — Grande Plage / Zokoburu ⥋ Irun — Behobia                                             | Hendaye — Grande Plage / Zokoburu ⥋ Irun — Behobia                                             | Hendaye — Grande Plage / Zokoburu ⥋ Irun — Behobia                                             | Hendaye — Grande Plage / Zokoburu ⥋ Irun — Behobia                                             | Hendaye — Grande Plage / Zokoburu ⥋ Irun — Behobia                                             | Hendaye — Grande Plage / Zokoburu ⥋ Irun — Behobia                                             | Hendaye — Grande Plage / Zokoburu ⥋ Irun — Behobia                                             | Hendaye — Grande Plage / Zokoburu ⥋ Irun — Behobia                                             |
| 33    | Ouverture / Fermeture 1er septembre 2016 / — | Longueur —                                                                                     | Durée 58 min                                                                                   | Nb. d’arrêts 49                                                                                | Matériel Midibus                                                                               | Jours de fonctionnement L, Ma, Me, J, V, S, D                                                  | Jour / Soir / Nuit / Fêtes O / N / N / N                                                       | Voy. / an —                                                                                    | Exploitant Transdev Urbain Pays Basque                                                         |
| 33    | Desserte : - Villes et lieux desservis : Hendaye (Port de plaisance, Grande plage, Casino, Église Sainte-Anne, Château d'Abbadia, Stade Sopite, Stade Bixente-Lizarazu, Jardin de Belcénia, Vieux cimetière, Jardin Pierre-Loti, Fronton Gaztelu Zahar, Église Saint-Vincent, Mairie, Lycée Aizpurdi, Parc d'Irandatz, Centre commercial, Zone industrielle Les Joncaux), Urrugne (Église de Pausu), Irun (Église du Sacré-Cœur, Tour ZAISA), Biriatou (Église, Bourg) - Gare desservie : Gare de Hendaye, Gare des Deux-Jumeaux |                                                                                                |                                                                                                |                                                                                                |                                                                                                |                                                                                                |                                                                                                |                                                                                                |                                                                                                |
| 33    | Autre : - Amplitudes horaires : La ligne fonctionne du lundi au dimanche. - Particularités : - du lundi au vendredi en période scolaire en direction d'Irun et à raison d'un départ par jour, la ligne assure une course scolaire depuis Txigundi ; - du lundi au vendredi en période scolaire en direction d'Hendaye et à raison de trois départ par jour, la ligne dessert les arrêts Les 2 Jumeaux, Txigundi et Consulat ; - Date de dernière mise à jour : 27 octobre 2018.                                                  |                                                                                                |                                                                                                |                                                                                                |                                                                                                |                                                                                                |                                                                                                |                                                                                                |                                                                                                |
| 33    | Dernière actualisation : — |                                                                                                |                                                                                                |                                                                                                |                                                                                                |                                                                                                |                                                                                                |                                                                                                |                                                                                                |
| 35    | Hendaye — Grande Plage ⥋ Hendaye — Autoport | Hendaye — Grande Plage ⥋ Hendaye — Autoport                                                    | Hendaye — Grande Plage ⥋ Hendaye — Autoport                                                    | Hendaye — Grande Plage ⥋ Hendaye — Autoport                                                    | Hendaye — Grande Plage ⥋ Hendaye — Autoport                                                    | Hendaye — Grande Plage ⥋ Hendaye — Autoport                                                    | Hendaye — Grande Plage ⥋ Hendaye — Autoport                                                    | Hendaye — Grande Plage ⥋ Hendaye — Autoport                                                    | Hendaye — Grande Plage ⥋ Hendaye — Autoport                                                    |
| 35    | Ouverture / Fermeture 1er septembre 2016 / — | Longueur —                                                                                     | Durée 36 min                                                                                   | Nb. d’arrêts 35                                                                                | Matériel Txik Txak                                                                             | Jours de fonctionnement L, Ma, Me, J, V, S, D                                                  | Jour / Soir / Nuit / Fêtes O / N / N / O                                                       | Voy. / an —                                                                                    | Exploitant Transdev Urbain Pays Basque                                                         |
| 35    | Desserte : Hendaye Grande Plage,Txingudi, Consulat, Chèvrefeuilles, Eglise Sainte Anne, Les 2 Jumeaux, Galbarreta, Abadia, Agerrea, Dorrondeguy, Zopite 2, Dongoxenea, Zopite 1, Empereur, Hatchondo, Quartier Orio, Pausoa, Errondonea, Barrendegi, Bas Quartier, Ville, Hegoaldea, Aizpurdi St Vincent, Cinéma, Collège Irandatz, Casa Esperenza, Gare Centre d’Hendaye, Pont International, Chênes, Centre Commercial, Autoport - Gares desservies : Gare de Hendaye                                                          |                                                                                                |                                                                                                |                                                                                                |                                                                                                |                                                                                                |                                                                                                |                                                                                                |                                                                                                |
| 35    | Autre : - Amplitudes horaires : La ligne fonctionne du lundi au dimanche. - Date de dernière mise à jour : 15 janvier 2023. |                                                                                                |                                                                                                |                                                                                                |                                                                                                |                                                                                                |                                                                                                |                                                                                                |                                                                                                |
| 35    | Dernière actualisation : — |                                                                                                |                                                                                                |                                                                                                |                                                                                                |                                                                                                |                                                                                                |                                                                                                |                                                                                                |
| 37    | Hendaye — Vieux Fort ⥋ Biriatou — Bourg | Hendaye — Vieux Fort ⥋ Biriatou — Bourg                                                        | Hendaye — Vieux Fort ⥋ Biriatou — Bourg                                                        | Hendaye — Vieux Fort ⥋ Biriatou — Bourg                                                        | Hendaye — Vieux Fort ⥋ Biriatou — Bourg                                                        | Hendaye — Vieux Fort ⥋ Biriatou — Bourg                                                        | Hendaye — Vieux Fort ⥋ Biriatou — Bourg                                                        | Hendaye — Vieux Fort ⥋ Biriatou — Bourg                                                        | Hendaye — Vieux Fort ⥋ Biriatou — Bourg                                                        |
| 37    | Ouverture / Fermeture 1er septembre 2016 / — | Longueur —                                                                                     | Durée 38 min                                                                                   | Nb. d’arrêts 20                                                                                | Matériel —                                                                                     | Jours de fonctionnement L, Ma, Me, J, V                                                        | Jour / Soir / Nuit / Fêtes O / N / N / N                                                       | Voy. / an —                                                                                    | Exploitant Transdev Urbain Pays Basque                                                         |
| 37    | Desserte : HendayeVille, Hegoaldea, Aizpurdi St Vincent, Cinéma,Collège Irandatz, Centre Commercial, Autoport,Joncaux,Richelieu,Denentzat, Urrugne Béhobie, BiriatouGazteluberri, Agerreberri, Kurleku Errondonea, Larretxekoborda, Azkenean, Garlatz, Hegobus, Iturrixilo, Bourg |                                                                                                |                                                                                                |                                                                                                |                                                                                                |                                                                                                |                                                                                                |                                                                                                |                                                                                                |
| 37    | Autre : Changement d'horaire le Vendredi - Date de dernière mise à jour : 15 janvier 2023. |                                                                                                |                                                                                                |                                                                                                |                                                                                                |                                                                                                |                                                                                                |                                                                                                |                                                                                                |
| 37    | Dernière actualisation : — |                                                                                                |                                                                                                |                                                                                                |                                                                                                |                                                                                                |                                                                                                |                                                                                                |                                                                                                |
| 39    | Hendaye — Water Sport Center ⥋ Saint-Jean-de-Luz — Halte Routière | Hendaye — Water Sport Center ⥋ Saint-Jean-de-Luz — Halte Routière                              | Hendaye — Water Sport Center ⥋ Saint-Jean-de-Luz — Halte Routière                              | Hendaye — Water Sport Center ⥋ Saint-Jean-de-Luz — Halte Routière                              | Hendaye — Water Sport Center ⥋ Saint-Jean-de-Luz — Halte Routière                              | Hendaye — Water Sport Center ⥋ Saint-Jean-de-Luz — Halte Routière                              | Hendaye — Water Sport Center ⥋ Saint-Jean-de-Luz — Halte Routière                              | Hendaye — Water Sport Center ⥋ Saint-Jean-de-Luz — Halte Routière                              | Hendaye — Water Sport Center ⥋ Saint-Jean-de-Luz — Halte Routière                              |
| 39    | Ouverture / Fermeture 1er septembre 2016 / — | Longueur —                                                                                     | Durée 44 min                                                                                   | Nb. d’arrêts 30                                                                                | Matériel —                                                                                     | Jours de fonctionnement L, Ma, Me, J, V, S                                                     | Jour / Soir / Nuit / Fêtes O / O / N / N                                                       | Voy. / an —                                                                                    | Exploitant Transdev Urbain Pays Basque                                                         |
| 39    | Desserte : Hendaye Water Sport Center, Orangers, Chèvrefeuilles, Eglise Sainte Anne, Lilas, Gare Plage d’Hendaye, Potenia, Galbarreta, Abadia, Ascoubia, Asporotsttipi, Haïçabia,UrrugneCamping Juantcho, Eglise de Zokoa, Kalitxoa, Putillenea CiboureLycée Maritime, Untxin , Pilota Plaza, Plage de Zokoa, Cimetière Marin, Pierre Benoit, Avenue de la Baie, Bordagain, Berastegia, Croix Blanche, Speraber,Mairie,Saint-Jean-de-LuzGare SNCF, Halte Routière                                                                |                                                                                                |                                                                                                |                                                                                                |                                                                                                |                                                                                                |                                                                                                |                                                                                                |                                                                                                |
| 39    | Autre : - Amplitudes horaires : La ligne fonctionne du lundi au samedi - Date de dernière mise à jour : 15 janvier 2023. |                                                                                                |                                                                                                |                                                                                                |                                                                                                |                                                                                                |                                                                                                |                                                                                                |                                                                                                |
| 39    | Dernière actualisation : — |                                                                                                |                                                                                                |                                                                                                |                                                                                                |                                                                                                |                                                                                                |                                                                                                |                                                                                                |
| 41    | Saint-Jean-de-Luz — Belharra / Lafitenea ⥋ Ciboure — Zaldi Xurito | Saint-Jean-de-Luz — Belharra / Lafitenea ⥋ Ciboure — Zaldi Xurito                              | Saint-Jean-de-Luz — Belharra / Lafitenea ⥋ Ciboure — Zaldi Xurito                              | Saint-Jean-de-Luz — Belharra / Lafitenea ⥋ Ciboure — Zaldi Xurito                              | Saint-Jean-de-Luz — Belharra / Lafitenea ⥋ Ciboure — Zaldi Xurito                              | Saint-Jean-de-Luz — Belharra / Lafitenea ⥋ Ciboure — Zaldi Xurito                              | Saint-Jean-de-Luz — Belharra / Lafitenea ⥋ Ciboure — Zaldi Xurito                              | Saint-Jean-de-Luz — Belharra / Lafitenea ⥋ Ciboure — Zaldi Xurito                              | Saint-Jean-de-Luz — Belharra / Lafitenea ⥋ Ciboure — Zaldi Xurito                              |
| 41    | Ouverture / Fermeture 1er septembre 2016 / — | Longueur —                                                                                     | Durée 47 min                                                                                   | Nb. d’arrêts 35                                                                                | Matériel Midibus : 4 Heuliez GX 127 et 4 Heuliez GX 137                                        | Jours de fonctionnement L, Ma, Me, J, V, S, D                                                  | Jour / Soir / Nuit / Fêtes O / — / N / O                                                       | Voy. / an —                                                                                    | Exploitant Transdev Urbain Pays Basque                                                         |
| 41    | Desserte : - Villes et lieux desservis : Ciboure (Cimetière de Sainte-Croix, Mairie, Église Saint-Vincent, Port) et Saint-Jean-de-Luz (Port, Lycée Saint-Thomas-d'Aquin, Cimetière Saint-Joseph, Polyclinique de la Côte Basque, Zones d'activités de Laïatz et de Jaldaï, Plages de Mayarco et de Lafitenea) - Gare desservie : Gare de Saint-Jean-de-Luz - Ciboure. |                                                                                                |                                                                                                |                                                                                                |                                                                                                |                                                                                                |                                                                                                |                                                                                                |                                                                                                |
| 41    | Autre : - Amplitudes horaires : La ligne fonctionne du lundi au dimanche. En été, la ligne possède une amplitude horaire plus élevée, jusqu'à 1h. - Particularités : - Le premier départ pour Ciboure en semaine et certaines rotations le dimanche se terminent/commencent à l'arrêt Belharra - Du lundi au vendredi en période scolaire en direction de Lafitenia et à raison de deux départs par jour, la ligne dessert le collège de Chantaco et le lycée Ramiro Arrue. - Date de dernière mise à jour : 7 octobre 2022.     |                                                                                                |                                                                                                |                                                                                                |                                                                                                |                                                                                                |                                                                                                |                                                                                                |                                                                                                |
| 41    | Dernière actualisation : — |                                                                                                |                                                                                                |                                                                                                |                                                                                                |                                                                                                |                                                                                                |                                                                                                |                                                                                                |
| 43    | Saint-Jean-de-Luz — Alturan ⥋ Urrugne — Bourg | Saint-Jean-de-Luz — Alturan ⥋ Urrugne — Bourg                                                  | Saint-Jean-de-Luz — Alturan ⥋ Urrugne — Bourg                                                  | Saint-Jean-de-Luz — Alturan ⥋ Urrugne — Bourg                                                  | Saint-Jean-de-Luz — Alturan ⥋ Urrugne — Bourg                                                  | Saint-Jean-de-Luz — Alturan ⥋ Urrugne — Bourg                                                  | Saint-Jean-de-Luz — Alturan ⥋ Urrugne — Bourg                                                  | Saint-Jean-de-Luz — Alturan ⥋ Urrugne — Bourg                                                  | Saint-Jean-de-Luz — Alturan ⥋ Urrugne — Bourg                                                  |
| 43    | Ouverture / Fermeture 1er septembre 2016 / — | Longueur —                                                                                     | Durée 46 min                                                                                   | Nb. d’arrêts 33                                                                                | Matériel Midibus : 4 Heuliez GX 127 et 4 Heuliez GX 137                                        | Jours de fonctionnement L, Ma, Me, J, V, S, D                                                  | Jour / Soir / Nuit / Fêtes O / N / N / O                                                       | Voy. / an —                                                                                    | Exploitant Transdev Urbain Pays Basque                                                         |
| 43    | Desserte : - Villes et lieux desservis : Saint-Jean-de-Luz (Quartier d'Alturan, Cimetière de Kartzinenea, Places d'Espagne, des Basques et du Labourd, Lycée Maurice-Ravel, Lycée Saint-Thomas-d'Aquin, Port), Ciboure (Port, Église Saint-Vincent, Mairie) et Urrugne (Centre commercial, Stade, Bourg) - Gare desservie : Gare de Saint-Jean-de-Luz - Ciboure. |                                                                                                |                                                                                                |                                                                                                |                                                                                                |                                                                                                |                                                                                                |                                                                                                |                                                                                                |
| 43    | Autre : - Amplitudes horaires : La ligne fonctionne du lundi au dimanche toute l'année. - Particularités : - Du lundi au vendredi en période scolaire en direction d'Alturan et à raison d'un départ par jour, la ligne dessert le collège & lycée de Chantaco. - Date de dernière mise à jour : 16 décembre 2020. |                                                                                                |                                                                                                |                                                                                                |                                                                                                |                                                                                                |                                                                                                |                                                                                                |                                                                                                |
| 43    | Dernière actualisation : — |                                                                                                |                                                                                                |                                                                                                |                                                                                                |                                                                                                |                                                                                                |                                                                                                |                                                                                                |
| 45    | Saint-Jean-de-Luz - Halte routière ⥋ Sare - Lur Berri / Sare - Grottes de Sare | Saint-Jean-de-Luz - Halte routière ⥋ Sare - Lur Berri / Sare - Grottes de Sare                 | Saint-Jean-de-Luz - Halte routière ⥋ Sare - Lur Berri / Sare - Grottes de Sare                 | Saint-Jean-de-Luz - Halte routière ⥋ Sare - Lur Berri / Sare - Grottes de Sare                 | Saint-Jean-de-Luz - Halte routière ⥋ Sare - Lur Berri / Sare - Grottes de Sare                 | Saint-Jean-de-Luz - Halte routière ⥋ Sare - Lur Berri / Sare - Grottes de Sare                 | Saint-Jean-de-Luz - Halte routière ⥋ Sare - Lur Berri / Sare - Grottes de Sare                 | Saint-Jean-de-Luz - Halte routière ⥋ Sare - Lur Berri / Sare - Grottes de Sare                 | Saint-Jean-de-Luz - Halte routière ⥋ Sare - Lur Berri / Sare - Grottes de Sare                 |
| 45    | Ouverture / Fermeture 1er septembre 2016 / — | Longueur —                                                                                     | Durée 45 min                                                                                   | Nb. d’arrêts 12                                                                                | Matériel 2 Iveco Bus Crossway                                                                  | Jours de fonctionnement L, Ma, Me, J, V, S, D                                                  | Jour / Soir / Nuit / Fêtes O / N / N / O                                                       | Voy. / an —                                                                                    | Exploitant Transdev Urbain Pays Basque                                                         |
| 45    | Desserte : - Villes et lieux desservis : Saint-Jean-de-Luz (Halte routière, Ur Bidea, Chantaco LP Arrue). Ascain (Serres, Lanazia Larre Lore, Lur Eder, Vierge, Place). Sare (Col de Saint Ignace, Lur Berri, Portua et Grottes de Sare). - Amplitudes horaires : La ligne fonctionne du lundi au dimanche. Elle ne dessert les arrêts Portua et Grottes de Sare seulement entre mi-avril et début novembre. - Date de dernière mise à jour : 11 novembre 2022.                                                                  |                                                                                                |                                                                                                |                                                                                                |                                                                                                |                                                                                                |                                                                                                |                                                                                                |                                                                                                |
| 45    | Autre : |                                                                                                |                                                                                                |                                                                                                |                                                                                                |                                                                                                |                                                                                                |                                                                                                |                                                                                                |
| 45    | Dernière actualisation : — |                                                                                                |                                                                                                |                                                                                                |                                                                                                |                                                                                                |                                                                                                |                                                                                                |                                                                                                |
| 47    | Saint-Jean-de-Luz — Halte routière ⥋ Saint-Pée-sur-Nivelle — Pont d'Amotz / Aïnhoa — Dantxaria | Saint-Jean-de-Luz — Halte routière ⥋ Saint-Pée-sur-Nivelle — Pont d'Amotz / Aïnhoa — Dantxaria | Saint-Jean-de-Luz — Halte routière ⥋ Saint-Pée-sur-Nivelle — Pont d'Amotz / Aïnhoa — Dantxaria | Saint-Jean-de-Luz — Halte routière ⥋ Saint-Pée-sur-Nivelle — Pont d'Amotz / Aïnhoa — Dantxaria | Saint-Jean-de-Luz — Halte routière ⥋ Saint-Pée-sur-Nivelle — Pont d'Amotz / Aïnhoa — Dantxaria | Saint-Jean-de-Luz — Halte routière ⥋ Saint-Pée-sur-Nivelle — Pont d'Amotz / Aïnhoa — Dantxaria | Saint-Jean-de-Luz — Halte routière ⥋ Saint-Pée-sur-Nivelle — Pont d'Amotz / Aïnhoa — Dantxaria | Saint-Jean-de-Luz — Halte routière ⥋ Saint-Pée-sur-Nivelle — Pont d'Amotz / Aïnhoa — Dantxaria | Saint-Jean-de-Luz — Halte routière ⥋ Saint-Pée-sur-Nivelle — Pont d'Amotz / Aïnhoa — Dantxaria |
| 47    | Ouverture / Fermeture 1er septembre 2016 / — | Longueur —                                                                                     | Durée 56 min                                                                                   | Nb. d’arrêts 25                                                                                | Matériel Autocars                                                                              | Jours de fonctionnement L, Ma, Me, J, V, S                                                     | Jour / Soir / Nuit / Fêtes O / N / N / N                                                       | Voy. / an —                                                                                    | Exploitant Transdev Urbain Pays Basque                                                         |
| 47    | Desserte : - Villes et lieux desservis : Saint-Jean-de-Luz (Port, Lycée Saint-Thomas-d'Aquin, Lycée de Chantaco), Ascain (Zones d'activités Lanzelai et Andeinia), Saint-Pée-sur-Nivelle (Zone d'activités Lizardia, Mairie, Église Saint-Pierre, Lac, Pont d'Amotz) et Aïnhoa (Notre-Dame-de-l'Assomption, Frontière) - Gare desservie : Gare de Saint-Jean-de-Luz - Ciboure. |                                                                                                |                                                                                                |                                                                                                |                                                                                                |                                                                                                |                                                                                                |                                                                                                |                                                                                                |
| 47    | Autre : - Amplitudes horaires : La ligne fonctionne du lundi au samedi. - Particularités : - Un départ et une arrivée à Dantxaria sont sur réservation préalable. |                                                                                                |                                                                                                |                                                                                                |                                                                                                |                                                                                                |                                                                                                |                                                                                                |                                                                                                |
| 47    | Dernière actualisation : — |                                                                                                |                                                                                                |                                                                                                |                                                                                                |                                                                                                |                                                                                                |                                                                                                |                                                                                                |
| 49    | Saint-Jean-de-Luz — Halte routière ⥋ Cambo-les-Bains — Gare SNCF | Saint-Jean-de-Luz — Halte routière ⥋ Cambo-les-Bains — Gare SNCF                               | Saint-Jean-de-Luz — Halte routière ⥋ Cambo-les-Bains — Gare SNCF                               | Saint-Jean-de-Luz — Halte routière ⥋ Cambo-les-Bains — Gare SNCF                               | Saint-Jean-de-Luz — Halte routière ⥋ Cambo-les-Bains — Gare SNCF                               | Saint-Jean-de-Luz — Halte routière ⥋ Cambo-les-Bains — Gare SNCF                               | Saint-Jean-de-Luz — Halte routière ⥋ Cambo-les-Bains — Gare SNCF                               | Saint-Jean-de-Luz — Halte routière ⥋ Cambo-les-Bains — Gare SNCF                               | Saint-Jean-de-Luz — Halte routière ⥋ Cambo-les-Bains — Gare SNCF                               |
| 49    | Ouverture / Fermeture 1er septembre 2016 / - | Longueur —                                                                                     | Durée 40 min                                                                                   | Nb. d’arrêts 20                                                                                | Matériel Autocar                                                                               | Jours de fonctionnement L, Ma, Me, J, V, S                                                     | Jour / Soir / Nuit / Fêtes O / N / N / N                                                       | Voy. / an —                                                                                    | Exploitant Transdev Urbain Pays Basque                                                         |
| 49    | Desserte : - Villes et lieux desservis : Saint-Jean-de-Luz (Port, Lycée Saint-Thomas-d'Aquin, Lycée de Chantaco), Ascain (Zones d'activités Lanzelai et Andeinia), Saint-Pée-sur-Nivelle (Zone d'activités Lizardia, Mairie, Église Saint-Pierre, Lac, Pont d'Amotz) et Aïnhoa (Notre-Dame-de-l'Assomption, Frontière) - Gare desservie : Gare de Saint-Jean-de-Luz - Ciboure. |                                                                                                |                                                                                                |                                                                                                |                                                                                                |                                                                                                |                                                                                                |                                                                                                |                                                                                                |
| 49    | Autre : - |                                                                                                |                                                                                                |                                                                                                |                                                                                                |                                                                                                |                                                                                                |                                                                                                |                                                                                                |
| 49    | Dernière actualisation : — |                                                                                                |                                                                                                |                                                                                                |                                                                                                |                                                                                                |                                                                                                |                                                                                                |                                                                                                |
| 51    | Saint-Jean-de-Luz — Halte routière ⥋ Ahetze — Place/ Biarritz — Gare | Saint-Jean-de-Luz — Halte routière ⥋ Ahetze — Place/ Biarritz — Gare                           | Saint-Jean-de-Luz — Halte routière ⥋ Ahetze — Place/ Biarritz — Gare                           | Saint-Jean-de-Luz — Halte routière ⥋ Ahetze — Place/ Biarritz — Gare                           | Saint-Jean-de-Luz — Halte routière ⥋ Ahetze — Place/ Biarritz — Gare                           | Saint-Jean-de-Luz — Halte routière ⥋ Ahetze — Place/ Biarritz — Gare                           | Saint-Jean-de-Luz — Halte routière ⥋ Ahetze — Place/ Biarritz — Gare                           | Saint-Jean-de-Luz — Halte routière ⥋ Ahetze — Place/ Biarritz — Gare                           | Saint-Jean-de-Luz — Halte routière ⥋ Ahetze — Place/ Biarritz — Gare                           |
| 51    | Ouverture / Fermeture 1er septembre 2016 / — | Longueur —                                                                                     | Durée 36 min                                                                                   | Nb. d’arrêts 26                                                                                | Matériel Midibus Standard                                                                      | Jours de fonctionnement L, Ma, Me, J, V, S                                                     | Jour / Soir / Nuit / Fêtes O / N / N / N                                                       | Voy. / an —                                                                                    | Exploitant Transdev Urbain Pays Basque                                                         |
| 51    | Desserte : - Villes et lieux desservis : Saint-Jean-de-Luz (Port, Lycée Saint-Thomas-d'Aquin, Centre hospitalier de la Côte Basque, Jaï-alaï, Stade municipal d'athlétisme, Zones d'activités de Laïatz et de Jaldaï), Ahetze (Mairie, Église), Arbonne (Église Saint-Laurent, Mairie, Stade), Bidart (Zone d'activités Lore Landa) et Biarritz (Gare SNCF) - Gares desservies : Gare de Saint-Jean-de-Luz - Ciboure, Gare de Guéthary et Gare de Biarritz.                                                                      |                                                                                                |                                                                                                |                                                                                                |                                                                                                |                                                                                                |                                                                                                |                                                                                                |                                                                                                |
| 51    | Autre : - Amplitudes horaires : La ligne fonctionne du lundi au vendredi de 7 h 0 à 19 h 40 environ. - Particularités : seule la moitié des courses fait la ligne entière, l'autre moitié assurant la liaison entre Ahetze et Biarritz. |                                                                                                |                                                                                                |                                                                                                |                                                                                                |                                                                                                |                                                                                                |                                                                                                |                                                                                                |
| 51    | Dernière actualisation : — |                                                                                                |                                                                                                |                                                                                                |                                                                                                |                                                                                                |                                                                                                |                                                                                                |                                                                                                |

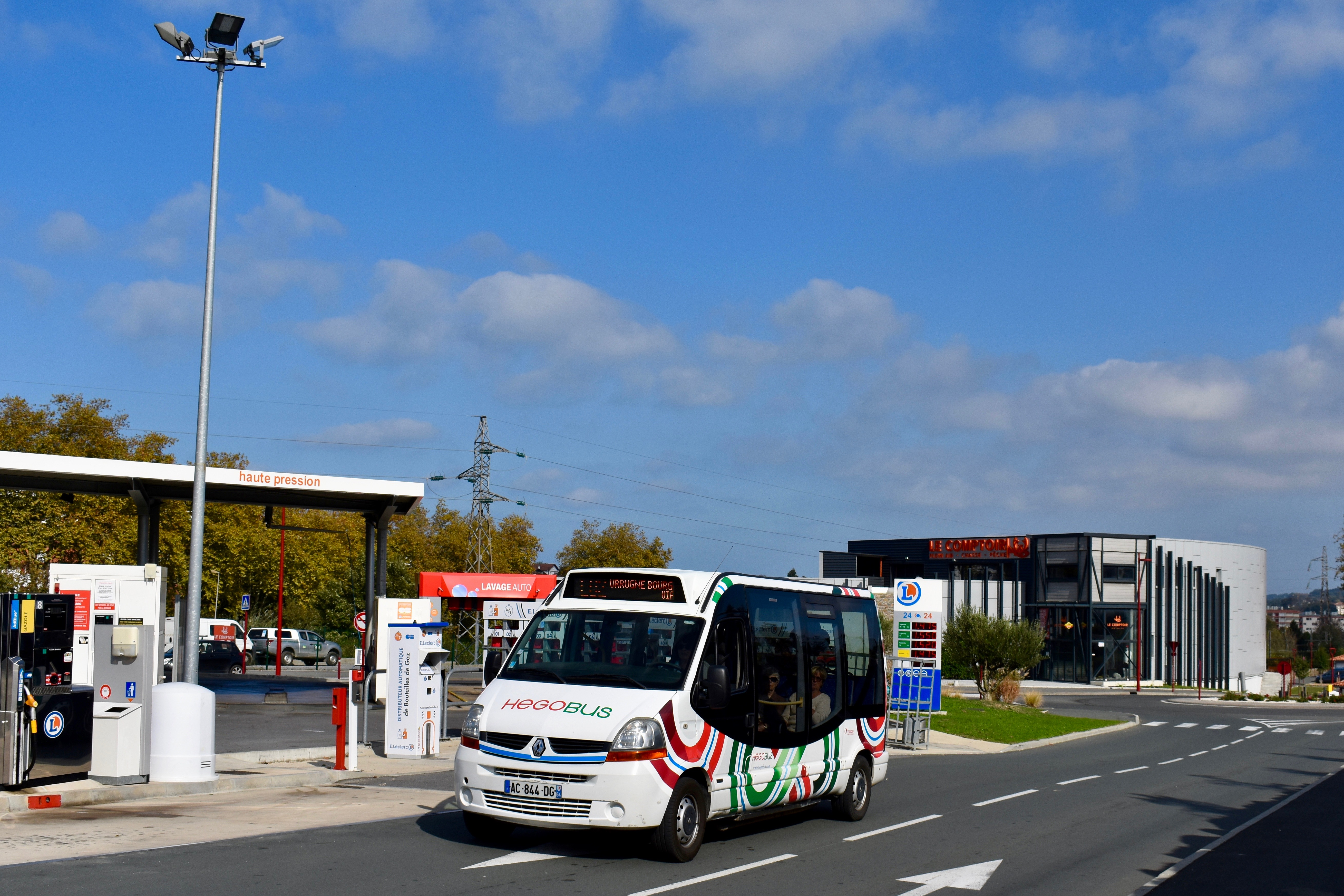
Ligne 2
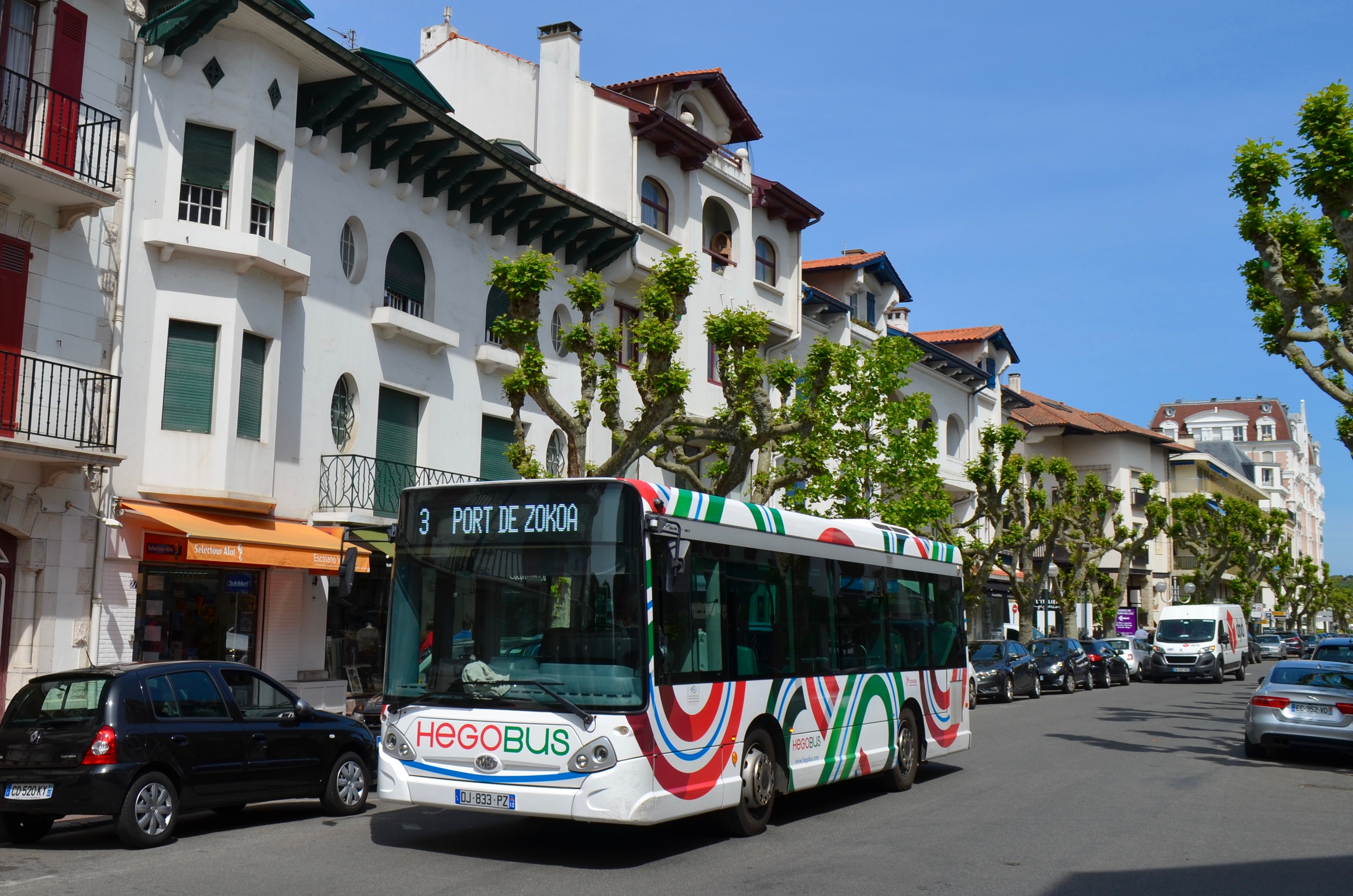
Ligne 3
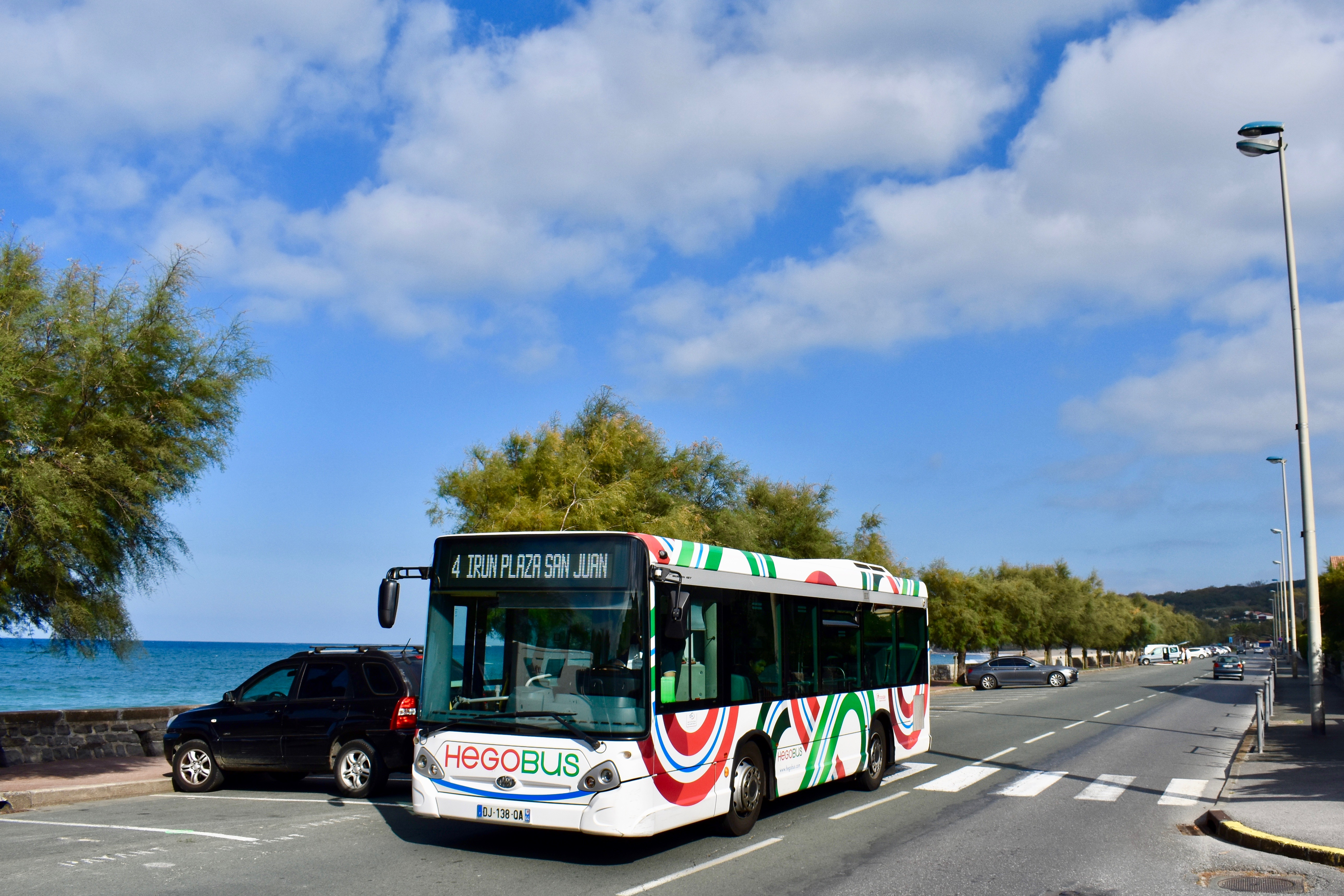
Ligne 4
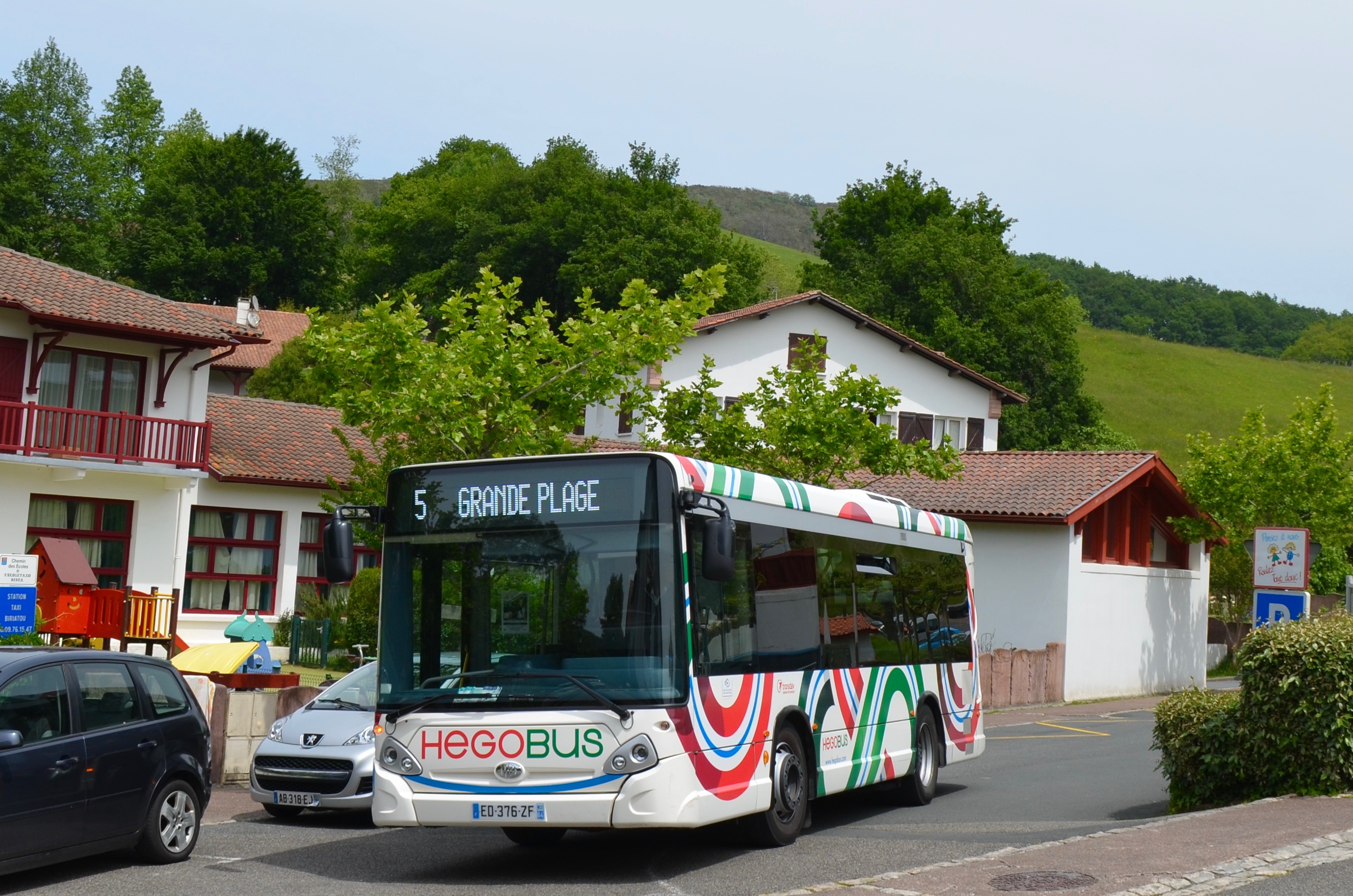
Ligne 5

### Transport à la demande
Le transport à la demande résidant ou souhaitant se rendre à plus de 500 m d'un arrêt d'une ligne. La prise en charge se fait à l'intérieur de la zone en porte-à-porte et le rabattement se fait à un arrêt et un horaire défini en correspondance avec une ligne régulière. Au retour, la prise en charge se fait à l'arrêt de rabattement selon des horaires définis.
Chacune des trois zones a ses propres horaires et jours de fonctionnement.
| Ligne  | Caractéristiques | Caractéristiques                                                                                             | Caractéristiques                                                                                             | Caractéristiques                                                                                             | Caractéristiques                                                                                             | Caractéristiques                                                                                             | Caractéristiques                                                                                             | Caractéristiques                                                                                             | Caractéristiques                                                                                             |
| Zone 1 | Plateaux nord de la Nivelle | Plateaux nord de la Nivelle                                                                                  | Plateaux nord de la Nivelle                                                                                  | Plateaux nord de la Nivelle                                                                                  | Plateaux nord de la Nivelle                                                                                  | Plateaux nord de la Nivelle                                                                                  | Plateaux nord de la Nivelle                                                                                  | Plateaux nord de la Nivelle                                                                                  | Plateaux nord de la Nivelle                                                                                  |
| Zone 1 | Saint-Jean-de-Luz / Saint-Pée-sur-Nivelle ⥋ desserte des communes d'Ahetze, Arbonne et Saint-Pée-sur-Nivelle | Saint-Jean-de-Luz / Saint-Pée-sur-Nivelle ⥋ desserte des communes d'Ahetze, Arbonne et Saint-Pée-sur-Nivelle | Saint-Jean-de-Luz / Saint-Pée-sur-Nivelle ⥋ desserte des communes d'Ahetze, Arbonne et Saint-Pée-sur-Nivelle | Saint-Jean-de-Luz / Saint-Pée-sur-Nivelle ⥋ desserte des communes d'Ahetze, Arbonne et Saint-Pée-sur-Nivelle | Saint-Jean-de-Luz / Saint-Pée-sur-Nivelle ⥋ desserte des communes d'Ahetze, Arbonne et Saint-Pée-sur-Nivelle | Saint-Jean-de-Luz / Saint-Pée-sur-Nivelle ⥋ desserte des communes d'Ahetze, Arbonne et Saint-Pée-sur-Nivelle | Saint-Jean-de-Luz / Saint-Pée-sur-Nivelle ⥋ desserte des communes d'Ahetze, Arbonne et Saint-Pée-sur-Nivelle | Saint-Jean-de-Luz / Saint-Pée-sur-Nivelle ⥋ desserte des communes d'Ahetze, Arbonne et Saint-Pée-sur-Nivelle | Saint-Jean-de-Luz / Saint-Pée-sur-Nivelle ⥋ desserte des communes d'Ahetze, Arbonne et Saint-Pée-sur-Nivelle |
| ------ | --- | --- | --- | --- | --- | --- | --- | --- | --- |
| Zone 1 | Ouverture / Fermeture 1er septembre 2016 / — | Longueur —                                                                                                   | Durée — | Nb. d’arrêts —                                                                                               | Matériel Sprinter City 77                                                                                    | Jours de fonctionnement Ma, V                                                                                | Jour / Soir / Nuit / Fêtes O / N / N / N                                                                     | Voy. / an —                                                                                                  | Exploitant —                                                                                                 |
| Zone 1 | Desserte : - Villes et lieux desservis : Ahetze, Arbonne et Saint-Pée-sur-Nivelle - Gare desservie : Gare de Saint-Jean-de-Luz - Ciboure. | | | | | | | | |
| Zone 1 | Autre : - Amplitudes horaires : Le service fonctionne les mardis et vendredis. Les horaires d'arrivée ou de départ aux points de rabattement vont de 9 h à 16 h et jusqu'à 16 h 30 à la mi-saison. - Particularités : Les deux arrêts de rabattements sont Halte routière à Saint-Jean-de-Luz et Xan Ithurria Gantxiki à Saint-Pée-sur-Nivelle. - Date de dernière mise à jour : 15 janvier 2023.         | | | | | | | | |
| Zone 1 | Dernière actualisation : — | | | | | | | | |
| Zone 2 | Vallées amont de la Nivelle | Vallées amont de la Nivelle                                                                                  | Vallées amont de la Nivelle                                                                                  | Vallées amont de la Nivelle                                                                                  | Vallées amont de la Nivelle                                                                                  | Vallées amont de la Nivelle                                                                                  | Vallées amont de la Nivelle                                                                                  | Vallées amont de la Nivelle                                                                                  | Vallées amont de la Nivelle                                                                                  |
| Zone 2 | Ascain / Sare ⥋ desserte des communes d'Ainhoa, Saint-Pée-sur-Nivelle et Sare | | | | | | | | |
| Zone 2 | Ouverture / Fermeture 1er septembre 2016 / — | Longueur —                                                                                                   | Durée — | Nb. d’arrêts —                                                                                               | Matériel Sprinter City 77                                                                                    | Jours de fonctionnement L, J                                                                                 | Jour / Soir / Nuit / Fêtes O / N / N / N                                                                     | Voy. / an —                                                                                                  | Exploitant —                                                                                                 |
| Zone 2 | Desserte : - Villes et lieux desservis : Ainhoa et Saint-Pée-sur-Nivelle et Sare - Gare desservie : Aucune. | | | | | | | | |
| Zone 2 | Autre : - Amplitudes horaires : Le service fonctionne les lundis et jeudis. Les horaires d'arrivée ou de départ aux points de rabattement vont de 9 h 15 à 16 h 20. - Particularités : Les deux arrêts de rabattements sont Lur Eder à Ascain et Lur Berri à Sare. Saint-Jean-de-Luz et Xan Ithurria Gantxiki à Saint-Pée-sur-Nivelle. - Date de dernière mise à jour : 15 janvier 2023.                  | | | | | | | | |
| Zone 2 | Dernière actualisation : — | | | | | | | | |
| Zone 3 | Plateaux d'Urrugne | Plateaux d'Urrugne                                                                                           | Plateaux d'Urrugne                                                                                           | Plateaux d'Urrugne                                                                                           | Plateaux d'Urrugne                                                                                           | Plateaux d'Urrugne                                                                                           | Plateaux d'Urrugne                                                                                           | Plateaux d'Urrugne                                                                                           | Plateaux d'Urrugne                                                                                           |
| Zone 3 | Ascain / Hendaye / Urrugne ⥋ desserte des communes d'Ascain, Biriatou et Urrugne | | | | | | | | |
| Zone 3 | Ouverture / Fermeture 1er septembre 2016 / — | Longueur —                                                                                                   | Durée — | Nb. d’arrêts —                                                                                               | Matériel Sprinter City 77                                                                                    | Jours de fonctionnement Me, S                                                                                | Jour / Soir / Nuit / Fêtes O / N / N / N                                                                     | Voy. / an —                                                                                                  | Exploitant —                                                                                                 |
| Zone 3 | Desserte : - Villes et lieux desservis : Ascain, Biriatou et Urrugne - Gare desservie : Aucune. | | | | | | | | |
| Zone 3 | Autre : - Amplitudes horaires : Le service fonctionne les mercredis et samedis. Les horaires d'arrivée ou de départ aux points de rabattement vont de 9 h 15 à 16 h. - Particularités : Les deux arrêts de rabattements sont Lur Eder à Ascain, Ville à Hendaye et Bourg à Urrugne. Saint-Jean-de-Luz et Xan Ithurria Gantxiki à Saint-Pée-sur-Nivelle. - Date de dernière mise à jour : 15 janvier 2023. | | | | | | | | |
| Zone 3 | Dernière actualisation : — | | | | | | | | |

### Transport de personnes à mobilité réduite
Le transport de personne à mobilité réduite est un service de transport à la demande en porte-à-porte réservé aux personnes pouvant justifier d’une invalidité supérieure à 80%.
Le service fonctionne du lundi au samedi de 9 h à 12 h et de 14 h à 18 h.

### Intermodalité

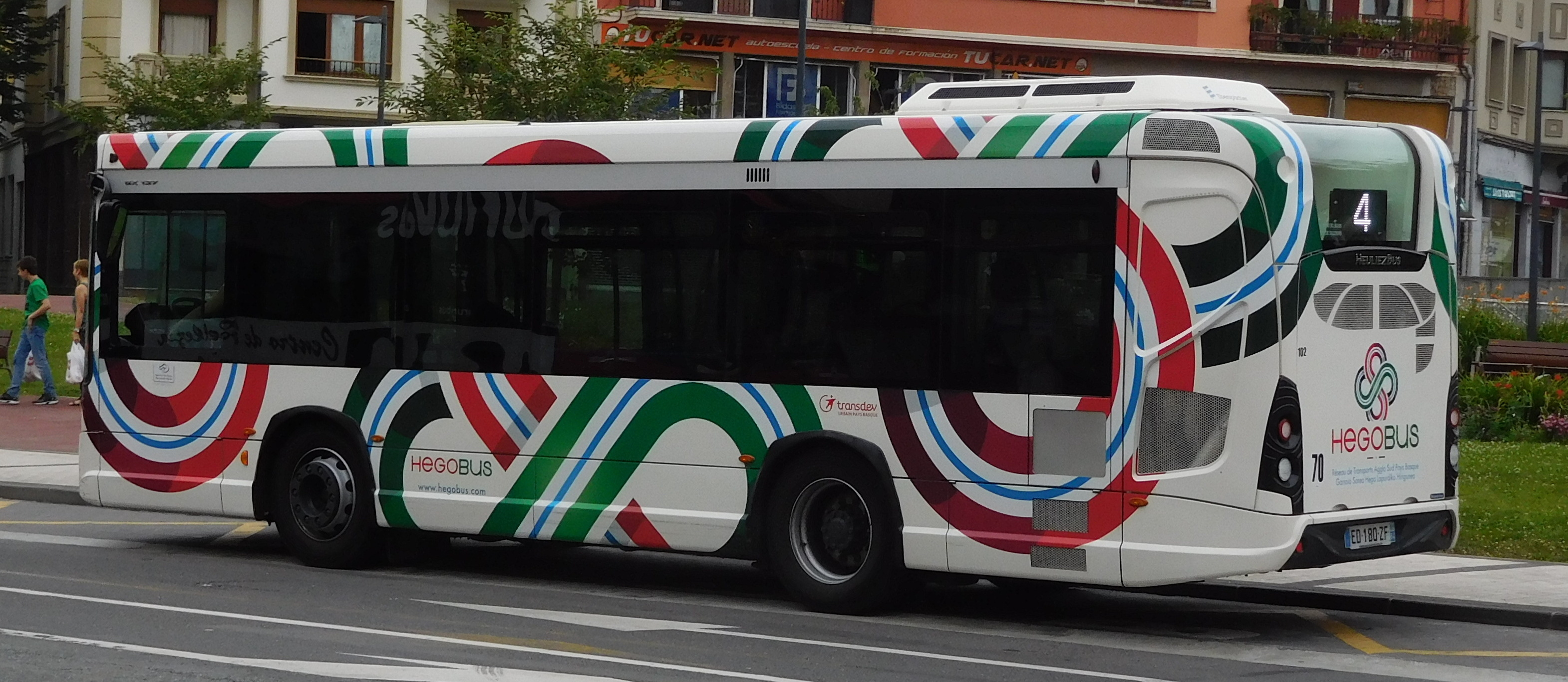
Un bus Hegobus a Irun, à la frontière Espagnole

La position de l'agglomération Sud Pays basque, entre l'agglomération Côte Basque-Adour (Anglet, Bayonne et Biarritz) et la frontière avec l'Espagne et la ville d'Irun et le long d'axes de transports importants comme l'autoroute A63 et la ligne de chemin de fer de Bordeaux à Irun met le réseau en correspondance avec de nombreux modes de transports.
De nombreuses gares ferroviaires desservent l'agglomération (Guéthary, Saint-Jean-de-Luz - Ciboure, Deux-Jumeaux et Hendaye) via les trains TER Nouvelle-Aquitaine, ainsi qu'avec la compagnie EuskoTren qui dessert le pays basque espagnol et dont la ligne 2 dite « El Topo » relie Lasarte-Oria à Hendaye.

### Exploitation
Le réseau est exploité par Transdev Urbain Pays Basque, implanté à Biriztou et St Jean de Luz, de 2016 à 2024. Le réseau est repris par RATP Dev Pays Basque Adour à compter du 1er septembre 2024.

### Matériel roulant
| Modèles                          | Numéros                | Années     | Affectations         |
| -------------------------------- | ---------------------- | ---------- | -------------------- |
| Standards (02)                   |                        |            |                      |
| 2 Mercedes-Benz Citaro C2        | 1218 et 1219           | 2013       | 31 39                |
| Midibus (08)                     |                        |            |                      |
| 7 Heuliez GX 137                 | 251 à 254 et 256 à 258 | 2016       | 31 33 35 37 39 41 43 |
| 1 Heuliez GX 127                 | 255                    |            | 31 33 35 37 39 41 43 |
| Minibus (03)                     |                        |            |                      |
| 2 Mercedes-Benz Sprinter City 77 | 110, 111               | 2014, 2015 | 37 51                |
| 1 Mercedes-Benz Sprinter 65      | 119                    | 2022       |                      |
| Autocars (04)                    |                        |            |                      |
| 2 Iveco Bus Crossway             | 23065, 23325           | 2014       | 45 47 49             |
| 2 Irisbus Arway                  |                        | 2010, 2014 | 47 49                |

### Accidents
Aucun accident n'a été reporté depuis la création de Hegobus. Néanmoins il y a eu quelques agression de chauffeur comme le 6 août 2020 au terminus de la ligne 3 à la grande plage d'Hendaye, un passager de 25 ans s’en est pris au conducteur en lui promettant le même sort que son collègue bayonnais, Philippe Monguillot.

### Personnel d'exploitation
L'exploitant du réseau Transdev Urbain Pays Basque compte 20 salariés dont 15 conducteurs et une conseillère commerciale.

### Tarification et financement

#### Financement
La tarification est définie par la Communauté d'agglomération du Pays Basque pour l'ensemble du réseau.
Le financement du fonctionnement des lignes (entretien, matériel et charges de personnel) est assuré par les différents exploitants. Cependant, les tarifs des tickets et abonnements dont le montant est limité par décision politique ne couvrent pas les frais réels de transport, les usagers ne payant qu'une partie du coût réel, le reste étant supporté par l'autorité organisatrice. Le manque à gagner est compensé par l'autorité organisatrice, la Communauté d'agglomération du Pays Basque - Pôle Sud Pays Basque. Elle définit les conditions générales d'exploitation ainsi que la durée et la fréquence des services.

#### Tarif
Depuis le 2 Janvier 2021 le ticket papier est remplacé par une carte réutilisable. Une carte d'abonnement est également disponible.
Le coût d'un voyage est de 1.20€, les dix 9.60€. Un pass journée 3.50€ et 7 jours 13€. Un système d'abonnement mensuel ou annuel est également disponible ainsi qu'une formule liberté avec un tarif suivant le nombre de trajets.
Pour les moins de 28 ans, les plus de 65 ans et les personnes avec un quotient familial inférieur à 620 euros des réductions sont possibles.
Le transport est gratuit pour les enfants de moins de 6 ans.
|                                                   | - 28 ans                                   | 28 à 65 ans                           | +65 ans                               | Solidaire ( QF 431 et 620 € )         | Solidaire + ( QF <= 430 €)           |
| ------------------------------------------------- | ------------------------------------------ | ------------------------------------- | ------------------------------------- | ------------------------------------- | ------------------------------------ |
| 1 Voyage                                          | 1.20€                                      | 1.20€                                 | 1.20€                                 | 1.20€                                 | 1.20€                                |
| 10 Voyage                                         | 9.60€                                      | 9.60€                                 | 9.60€                                 | 9.60€                                 | 9.60€                                |
| 1 Jour                                            | 3.50€                                      | 3.50€                                 | 3.50€                                 | 3.50€                                 | 3.50€                                |
| 7 Jours                                           | 13€                                        | 13€                                   | 13€                                   | 13€                                   | 13€                                  |
| Euskopass                                         | 5.50€                                      | 5.50€                                 | 5.50€                                 | 5.50€                                 | 5.50€                                |
| Mensuel                                           | 20€/ mois                                  | 36€/ mois                             | 25€/ mois                             | 18€/ mois                             | 9€/ mois                             |
| Annuel                                            | 8€/ mois ou 4€/ mois avec profil solidaire | 29€/ mois                             | 20€/mois                              | 14.5€/ mois                           | 7€/ mois                             |
| Pass liberté( Pas de prélèvement si aucun voyage) | 1 voyage: 0.96€ >21 voyages: 20€/mois      | 1 voyage: 0.96€ >38 voyages: 36€/mois | 1 voyage: 0.96€ >27 voyages: 25€/mois | 1 voyage: 0.96€ >19 voyages: 18€/mois | 1 voyage: 0.96€ >10 voyages: 9€/mois |

#### Points de vente[25]
Dans les bus: Seuls les titres à l'unité et journée sont vendus.
En agence/ agent: titres et abonnements:
- Halte routière de Saint-Jean-de-Luz, située boulevard du commandant Passicot en face de la gare (43° 23′ 11″ N, 1° 39′ 37″ O),.
- AUTOCARS HIRUAK de SAINT-PALAIS, 26 avenue de Navarre
- Avenue Louis Barthou à Biarritz
- 7 rue Lormand à BAYONNE

En point relais: des commerces partenaires et offices de tourisme proposent le rechargement de la carte de transport ou la vente de titres.
Distributeurs: situés aux stations des lignes Tram’bus, à la gare d’Hendaye et à la gare et aéroport de Biarritz
Internet et Téléphone: il est également possible d'acheter un titre de transport sur le site de Txik txak ou par sms avec un téléphone.

#### Historique tarif
Le réseau Hegobus unifie la gamme tarifaire sur tout le réseau Pays Basque Sud qu'il s'agisse des lignes urbaines, périurbaines ou du transport à la demande sur la base de celle du réseau Itzulia, à la fois en maintenant des titres existants sans changement de prix tels les tickets à l'unité et en carnet de dix qui restent à 1 et 8,5 € tout en amenant de nouveaux titres comme un ticket journée à 5 € et un ticket « séjour » à 10 € valable une semaine, ces deux derniers titres étant valables pour une à cinq personnes.
Pour les abonnements, l'abonnement mensuel passe de 15 à 20 € et deux nouveaux abonnements, le premier valable trois mois et le second à l'année, sont mis à place respectivement au prix de 50 et 200 €.
Les voyageurs de moins de 26 ans, ainsi que les bénéficiaires du CCAS, du RSA ou de la CMU/CSS ont accès au tarif réduit. 4.50€ le carnet de 10 tickets, 10€ l'abonnement mensuel et 100€ l'abonnement annuel,.
La gratuité totale des transports à Hendaye disparaît et pour les enfants l'âge maximum pour bénéficier de la gratuité passe de 5 à 6 ans,.
Les abonnements scolaires sont au prix de 20€ et ne s'appliquent que sur les lignes scolaires.
La tarification était jusqu'à la mise en place du réseau Hegobus très différente selon le réseau : le réseau Uribil était gratuit tandis que le réseau Itzulia était payant avec un ticket à l'unité à 1 € et en carnet de dix à 8,5 € et un abonnement mensuel à 15 €, la seule gratuité s'appliquant aux enfants de moins de cinq ans.
Pour les lignes périurbaines, la tarification était alignée sur celle du réseau Itzulia, à deux exceptions près :
- Le zonage tarifaire des tickets de la ligne entre Saint-Jean-de-Luz et Sare, si en zone 1 la tarification est identique pour passer en zone 2 (correspondant à la commune de Sare) il faut acheter soit un second ticket à l'unité soit acheter un carnet de dix tickets au double du prix habituel, soit 17 €[31] ;
- L'abonnement n'est pas valable sur la ligne Erlaitza[32].

## Anciens réseaux

### Itzulia
| Ligne | Caractéristiques | Caractéristiques                  | Caractéristiques                  | Caractéristiques                  | Caractéristiques                          | Caractéristiques                        |
| ----- | --- | --------------------------------- | --------------------------------- | --------------------------------- | ----------------------------------------- | --------------------------------------- |
| 1     | Denentzat ↔ Mairie | Denentzat ↔ Mairie                | Denentzat ↔ Mairie                | Denentzat ↔ Mairie                | Denentzat ↔ Mairie                        | Denentzat ↔ Mairie                      |
| 1     | Ouverture / Fermeture21 février 2007 / 6 juillet 2009 | Longueur3,6 km                    | Durée15 min                       | Arrêts7                           | Jours de fonctionnementL, Ma, Me, J, V, S | Jour / Soir / Nuit / FêtesO / N / N / N |
| 1     | Arrêts:direction Mairie: Denentzat → Lidl → Bigarena → Irandatz → Villa Concha → Cinéma → Mairie ( 2 3 ) direction Denentzat: Mairie ( 2 3 ) → Cinéma → Villa Concha → Irandatz → Bifarena → Lidl → Denentzat          |                                   |                                   |                                   |                                           |                                         |
| 1     | Amplitudes horaires:Sorties depuis Denentzat: 8h45 9h45 10h45 11h45 14h00 15h00 17h00 Sorties depuis Mairie: 9h30 10h30 11h30 14h45 16h45 18h45                                                                        |                                   |                                   |                                   |                                           |                                         |
| 2     | Mairie ↔ Deux Jumeaux par Atabala | Mairie ↔ Deux Jumeaux par Atabala | Mairie ↔ Deux Jumeaux par Atabala | Mairie ↔ Deux Jumeaux par Atabala | Mairie ↔ Deux Jumeaux par Atabala         | Mairie ↔ Deux Jumeaux par Atabala       |
| 2     | Ouverture / Fermeture21 février 2007 / 6 juillet 2009 | Longueur5,2 km                    | Durée15 min                       | Arrêts7                           | Jours de fonctionnementL, Ma, Me, J, V, S | Jour / Soir / Nuit / FêtesO / N / N / N |
| 2     | Arrêts:direction Deux Jumeaux: Mairie ( 1 3 ) → Atabala → Berreko Etxea → Lissardy → Orio → Sopite → Deux Jumeaux direction Mairie: Deux Jumeaux → Sopite → Orio → Lissardy → Berreko Etxea → Atabala → Mairie ( 1 3 ) |                                   |                                   |                                   |                                           |                                         |
| 2     | Amplitudes horaires:Sorties depuis Mairie: 9h00 10h00 14h15 15h15 Sorties depuis Deux Jumeaux: 11h15 12h15 16h30 17h30 18h30                                                                                           |                                   |                                   |                                   |                                           |                                         |
| 3     | Denentzat ↔ Mairie par Sokoburu | Denentzat ↔ Mairie par Sokoburu   | Denentzat ↔ Mairie par Sokoburu   | Denentzat ↔ Mairie par Sokoburu   | Denentzat ↔ Mairie par Sokoburu           | Denentzat ↔ Mairie par Sokoburu         |
| 3     | Ouverture / Fermeture21 février 2007 / 6 juillet 2009 | Longueur4,9 km                    | Durée15 min                       | Arrêts5                           | Jours de fonctionnementL, Ma, Me, J, V, S | Jour / Soir / Nuit / FêtesO / N / N / N |
| 3     | Arrêts:direction Mairie: Deux Jumeaux → La Croisière → Sokoburu → Rond-Point Floride → Mairie ( 1 2 ) direction Deux Jumeaux: Mairie ( 1 2 ) → Rond-Point Floride → Sokoburu → La Croisière → Deux Jumeaux             |                                   |                                   |                                   |                                           |                                         |
| 3     | Amplitudes horaires:Sorties depuis Deux Jumeaux: 9h15 10h15 14h30 15h30 Sorties depuis Mairie: 11h00 12h00 16h15 17h15 18h15                                                                                           |                                   |                                   |                                   |                                           |                                         |

| Ligne | Caractéristiques                       | Caractéristiques | Caractéristiques | Caractéristiques                             | Caractéristiques                        | Caractéristiques |
| --- | -------------------------------------- | ---------------- | ---------------- | -------------------------------------------- | --------------------------------------- | ---------------- |
| | Office de Tourisme ↔ Centre Commercial |                  |                  |                                              |                                         |                  |
| Ouverture / Fermeture6 juillet 2009 / 1er septembre 2016 | Longueur9,5 km                         | Durée26 min      | Arrêts16         | Jours de fonctionnementL, Ma, Me, J, V, S, D | Jour / Soir / Nuit / FêtesO / N / N / N |                  |
| Arrêts: Centre Commercial ( ) ↔ Deux Jumeaux ↔ Lissardy ↔ Sopite ↔ Empereur ↔ Orio ↔ Errondenia ↔ Barrandeguy ↔ Bas Quartier ↔ Mairie ( ) ↔ Cinéma ↔ Piscine ↔ Gare ↔ Commissariat ↔ Chènes ↔ Centre Commercial ( )                                                                                     |                                        |                  |                  |                                              |                                         |                  |
| Amplitudes horaires:Sorties depuis Office de Tourisme: 9h00 10h00 11h00 12h00 14h00 15h00 16h00 17h00 18h00 Sorties depuis Centre Commercial: 9h30 10h30 11h30 14h30 15h30 16h30 17h30 Les dimanches, la ligne opère seulement en matinée                                                               |                                        |                  |                  |                                              |                                         |                  |
| | Denentzat ↔ Chipienia                  |                  |                  |                                              |                                         |                  |
| Ouverture / Fermeture6 juillet 2009 / 1er septembre 2016 | Longueur9,1 km                         | Durée24 min      | Arrêts22         | Jours de fonctionnementL, Ma, Me, J, V, S, D | Jour / Soir / Nuit / FêtesO / N / N / N |                  |
| Arrêts: Denentzat ↔ Joncaux ↔ Autoport ↔ Centre Commercial ( ) ↔ Villa Concha ↔ Irandatz ↔ Piscine ↔ Cinéma ↔ Mairie ( ) ↔ Vieux Cimetière ↔ Cèdres ↔ Tulipiers ↔ Palmier ↔ Floride ↔ Arbousiers ↔ Office de Tourisme ( ) ↔ Église Sainte-Anne ↔ Lilas ↔ Gare Plage ↔ Berekoetxea ↔ Atabala ↔ Chipienia |                                        |                  |                  |                                              |                                         |                  |
| Amplitudes horaires:Sorties depuis Denentzat: 9h00 10h00 11h00 12h00 14h00 15h00 16h00 17h00 18h00 Sorties depuis Chipienia: 9h30 10h30 11h30 14h30 15h30 16h30 17h30 Les dimanches, la ligne opère seulement en matinée                                                                                |                                        |                  |                  |                                              |                                         |                  |

| Ligne | Caractéristiques | Caractéristiques                               | Caractéristiques                               | Caractéristiques                               | Caractéristiques                               | Caractéristiques                               | Caractéristiques                               | Caractéristiques                               | Caractéristiques                               |
| 24    | Urrugne — Chapelle d'Olhette ⥋ Urrugne — Bourg | Urrugne — Chapelle d'Olhette ⥋ Urrugne — Bourg | Urrugne — Chapelle d'Olhette ⥋ Urrugne — Bourg | Urrugne — Chapelle d'Olhette ⥋ Urrugne — Bourg | Urrugne — Chapelle d'Olhette ⥋ Urrugne — Bourg | Urrugne — Chapelle d'Olhette ⥋ Urrugne — Bourg | Urrugne — Chapelle d'Olhette ⥋ Urrugne — Bourg | Urrugne — Chapelle d'Olhette ⥋ Urrugne — Bourg | Urrugne — Chapelle d'Olhette ⥋ Urrugne — Bourg |
| ----- | --- | ---------------------------------------------- | ---------------------------------------------- | ---------------------------------------------- | ---------------------------------------------- | ---------------------------------------------- | ---------------------------------------------- | ---------------------------------------------- | ---------------------------------------------- |
| 24    | Ouverture / Fermeture 1er septembre 2016 / 3 septembre 2017 | Longueur —                                     | Durée 10 min                                   | Nb. d’arrêts 6                                 | Matériel Minibus                               | Jours de fonctionnement L, Ma, Me, J, V        | Jour / Soir / Nuit / Fêtes O / N / N / N       | Voy. / an —                                    | Exploitant Transdev Urbain Pays Basque         |
| 24    | Desserte : - Villes et lieux desservis : Urrugne (Chapelle saint Michel Garicoïts, Zone d'activités de Berroeta, Église Saint-Vincent, Stade, Mairie) - Gare desservie : Aucune.                                                                               |                                                |                                                |                                                |                                                |                                                |                                                |                                                |                                                |
| 24    | Autre : - Amplitudes horaires : La ligne fonctionne du lundi au vendredi de 6 h 45 à 19 h 15 environ. - Particularités : Deux à trois départs par sens et par jour sont assurés en transport à la demande. - Date de dernière mise à jour : 15 septembre 2016. |                                                |                                                |                                                |                                                |                                                |                                                |                                                |                                                |
| 24    | Dernière actualisation : — |                                                |                                                |                                                |                                                |                                                |                                                |                                                |                                                |

## Impact socio-économique

### Trafic
En 2019, 70 % des usagers empruntent le bus tous les jours ou presque.

### Dans la culture
La documentation des services de transport de l'agglomération sont tous bilingues et rédigés en français et en basque et chaque réseau porte un nom basque.